# Melanthia dentistrigata
Melanthia dentistrigata là một loài bướm đêm trong họ Geometridae.